# Ogcodes kuscheli
Ogcodes kuscheli är en tvåvingeart som beskrevs av Curtis W. Sabrosky 1952. Ogcodes kuscheli ingår i släktet Ogcodes och familjen kulflugor.
Artens utbredningsområde är Juan Fernández-öarna. Inga underarter finns listade i Catalogue of Life.